# Africa-Israel Tower
Africa-Israel Tower (nazywany Migdal Africa-Israel) – wieżowiec w osiedlu Lew ha-Ir w mieście Tel Awiw, w Izraelu.

## Historia
Pierwotnie plan budowy przewidywał, że wieżowiec będzie miał 25 kondygnacji, jednak z powodów finansowych ukończono tylko 18 pięter. Pozostałe piętra zostaną dobudowane w nieznanym terminie. Przewiduje się, że powstaną wówczas kolejne trzy windy.
Równocześnie z pracami budowlanymi, w 2000 przeprowadzono renowację zabytkowego Domu Weissa, który został wybudowany w 1910 przez Akive Arieh Weissa. Prace przeprowadzono według planów architekta Amnon Bar Ora, na koszt firmy Africa Israel Investments Ltd. (hebr. אפריקה ישראל להשקעות). Przywrócono wówczas pierwotny kształt pierwszego piętra budynku, używając do prac budowlanych rzadkich materiałów sprowadzanych z zagranicy specjalnie w tym celu.

## Dane techniczne
Budynek ma 18 kondygnacji i wysokość 62 metrów.
Wieżowiec wybudowano w stylu postmodernistycznym. Wzniesiono go z betonu. Elewacja jest wykonana z płytek ceramicznych w kolorze białym, oraz z aluminium i szkła.
Budynek jest wykorzystywany jako biurowiec należący do Africa Israel Investments Ltd.